# 上田冰川
75°15′S 64°35′W / 75.250°S 64.583°W
上田冰川（英語：Ueda Glacier），是南極洲的冰川，位於帕爾默地，流經斯凱夫山脈南部，最終注入漢森灣，美國地質調查局根據測量和該國海軍的空中照片繪入地圖，現時由南極條約體系管理。